# Concordia – Tödliche Utopie
Concordia – Tödliche Utopie ist eine Fernsehserie aus dem Jahr 2024 mit Christiane Paul, Ruth Bradley, Nanna Blondell, Steven Sowah und Jonas Nay, die unter der Regie von Barbara Eder entstand. Als Showrunner und Executive Producer fungierte Frank Doelger, das Drehbuch schrieben Nicholas Racz, Mike Walden und Isla van Tricht.

## Handlung
Concordia ist eine Modellstadt in Schweden. Laut der Gründerin Juliane Ericksen soll hier jeder die gleichen Bildungschancen und eine umfassende Gesundheitsversorgung erhalten. Durch intensive Überwachung der freiwillig in Concordia lebenden Einwohner entstand über 20 Jahre ein Gesellschaftsmodell, das das Wohlergehen jedes Einzelnen zum Ziel hat. Sämtliche Momente des Alltags werden durch Mikrofone und Kameras aufgezeichnet, die Aufnahmen sollen aber für niemanden zugänglich sein. Ein System mit Künstlicher Intelligenz (KI) soll ein sicheres Zusammenleben gewährleisten, das nur dann Alarm schlägt, wenn Gesundheitsgefahren bestehen oder Straftaten abgewendet werden müssen.
Am 20. Jahrestag des Concordia-Projektes soll das Modell von der deutschen Stadt Kopwitz in Sachsen übernommen werden. Allerdings geschieht kurz davor ein Mord an einem Concordia-Mitarbeiter. Außerdem wird das für sicher gehaltene KI-System gehackt und manipuliert. Vor der Einführung des Systems in anderen Städten soll der Mordfall geklärt und die Sicherheitslücke gefunden werden.
Es stellt sich heraus, dass der ermordete Mitarbeiter seine besonderen Befugnisse missbrauchte, um Privates über die Frauen zu erfahren, mit denen er sich verabredete. Dabei stieß er auf Informationen, die einen Amoklauf – der sich vor 20 Jahren ereignet hatte und die Gründung der als verbrechensfrei konzipierten Modellstadt begünstigte – in einem neuen Licht erscheinen lassen. Ein anderer Concordia-Mitarbeiter brachte ihn daraufhin zum Schweigen, um den Gründungsmythos zu bewahren und das Gesellschaftsmodell zu retten. Zeitgleich versucht eine Gruppe von radikalen Überwachungsgegnern, den Concordia-Start in Kopwitz gewaltsam zu verhindern, was jedoch misslingt. – Mit fortgesetztem Schweigen geht die Utopie von Concordia in die Zukunft.

## Besetzung und Synchronisation
Die deutschsprachige Synchronisation übernahm die Neue Tonfilm München. Dialogregie führte Eva Schaaf, die auch das Dialogbuch schrieb.
| Rolle                   | Darsteller               | Synchronsprecher         |
| ----------------------- | ------------------------ | ------------------------ |
| Thea Ryan               | Ruth Bradley             | Anne Helm                |
| Isabelle Larsson        | Nanna Blondell           | Sophie Rogall            |
| Juliane Ericksen        | Christiane Paul          | Christiane Paul          |
| Noah Ericksen           | Steven Sowah             | Steven Sowah             |
| Leon                    | Jonas Nay                | Jonas Nay                |
| Fatemah Amin            | Ahd Kamel                | Natascha Geisler         |
| Alexandre               | Hugo Becker              | Louis Friedemann Thiele  |
| A.J. Oba                | Kento Nakajima           | Tobias John von Freyend  |
| Mathilde                | Joséphine Jobert         | Jacqueline Belle         |
| Hanna Bremer            | Karoline Eichhorn        | Karoline Eichhorn        |
| Elodie Cailleux         | Alba Gaïa Bellugi        | Leslie-Vanessa Lill      |
| Tessa Vogel             | Maeve Metelka            | Maeve Metelka            |
| Azeem Mahmoud           | Mohamed Achour           | Mohamed Achour           |
| Marie                   | Alice Dwyer              | Alice Dwyer              |
| Edvin Claesson          | Dietrich Hollinderbäumer | Dietrich Hollinderbäumer |
| Cathy Miller            | Dulcie Smart             | Ditte Ferrigan           |
| Adrian Grant            | Peter Seaton-Clark       | Martin Halm              |
| Edgar                   | Benjamin Werth           | Andreas Thiele           |
| Attendant               | Jean-Claude Knobbe       |                          |
| Techniker               | Yuho Yamashita           |                          |
| Jesper Claesson         | Anton Petzold            |                          |
| Zeugin                  | Johanna Giraud           |                          |
| Teacher                 | Katja Preuß              |                          |
| Assistant               | Laura Storz              | Laura Storz              |
| Isabelle Larsson (jung) | Rim Ghebrai              |                          |
| Dr. Peter Blom          | Duncan Green             | Sven Fechner             |

## Veröffentlichung
In der ZDFmediathek wurde die Serie am 14. September 2024 veröffentlicht, die Erstausstrahlung im ZDF erfolgte mit jeweils drei Folgen am 20. und 21. Oktober 2024. Auf DVD wurde die Serie am 22. November 2024 veröffentlicht.
Auf SkyShowtime erschien die Serie am 23. Mai 2024.

## Produktion und Hintergrund
Die Dreharbeiten fanden ab Oktober 2022 in Rom, Norditalien und Leipzig statt. In Leipzig war das Gelände der Feinkost mit der Löffelfamilie Drehort sowie der Außenbereich des Neuen Rathauses. Gedreht wurde vorrangig in englischer Sprache.
Produziert wurde die Serie von der deutschen Intaglio Films, einem Joint Venture der Beta Gruppe und der ZDF Studios, Produktionspartner waren die MBC Group (Vereinigte Arabische Emirate), France Télévisions und Hulu Japan, beteiligt war das ZDF. Unterstützt wurde die Produktion von der Mitteldeutschen Medienförderung und dem Medienboard Berlin-Brandenburg. Als Showrunner und Executive Producer fungierte Frank Doelger, Producer waren Tobias Gerginov, Elle Raspin, Jacob Glass und Sergio Ercolessi.
Die Kamera führte Dominik Berg, die Montage verantworteten Philipp Ostermann, Matti Falkenberg und Ilja Siebert, die Musik schrieb Reinhold Heil. Das Kostümbild gestaltete Marco Idini, das Szenenbild Gaspare De Pascali. Showrunner Frank Doelger und Regisseurin Barbara Eder realisierten zuvor gemeinsam die Serie Der Schwarm nach dem Roman von Frank Schätzing.
Begleitend zur Serie entstand die 45-minütige Dokumentation Der Preis der Sicherheit – Wie real ist die KI-Welt von „Concordia“? (Drehbuch Tamar Baumgarten-Noort und Judith Voelker).

## Episodenliste
| Nr. | Deutscher Titel | Originaltitel | Erstveröffentlichung | Deutschsprachige Erstausstrahlung (D) | Zuschauer (D) |
| --- | --------------- | ------------- | -------------------- | ------------------------------------- | ------------- |
| 1 | Der Mord        | –             | 23. Mai 2024         | 14. Sep. 2024                         | 1,42 Mio.     |
| Nach der Ermordung von Oliver Miller außerhalb des Überwachungsbereichs von Concordia werden die privaten Aufnahmen des vergangenen Monats überprüft. Oliver sichtete unter Verschluss stehendes Filmmaterial von Frauen, mit denen er Dates hatte. Seine Zugriffe blieben unbemerkt. Unklar ist, ob er weitere Personen beobachtete und das gesamte System von Concordia manipuliert und ausspioniert wurde. |                 |               |                      |                                       |               |
| 2 | Der Verdacht    | –             | 23. Mai 2024         | 14. Sep. 2024                         | 0,90 Mio.     |
| Das Mordopfer Oliver hatte außerhalb von Concordia eine Beziehung mit der Studentin Elodie Cailleux geführt, die er über ein Videospiel kennengelernt hatte. Mit einer anderen Frau, Tessa Vogel, ist Elodie seitdem aus unbekanntem Grund auf der Flucht. Die sächsische Ministerpräsidentin, Hanna Bremer, wird über das mögliche Datenleck nicht informiert, um die Eröffnung des zweiten Concordia-Projekts Kopwitz nicht zu gefährden. Als ein Livestream geplant wird, erscheinen auf dem Bildschirm private Filmaufnahmen von Bewohnern. |                 |               |                      |                                       |               |
| 3 | Die Faceless    | –             | 23. Mai 2024         | 14. Sep. 2024                         | 0,69 Mio.     |
| Da der Datenschutz nicht gewährleistet ist, möchte Hanna das Projekt Kopwitz verschieben. Um das Concordia-System zu überprüfen, wird es einen Tag heruntergefahren. Doch es wird nichts entdeckt. Die Filmaufnahmen wurden von Oliver Miller auf direktem Weg entwendet und an seine Freundin Elodie weitergegeben. Diese nutzte ihn jedoch nur aus. Sie übergab das Material ihrer eigentlichen Freundin Tessa, die Mitglied bei Faceless ist, einer Gruppe von Überwachungsgegnern. Diese veröffentlichen weiteres Material, das zeigt, dass eine Mitarbeiterin von Concordia vor 25 Jahren eine Gesichtserkennungssoftware an autoritäre Staaten verkaufte, was den Idealen von Concordia völlig widerspricht.                                                                                      |                 |               |                      |                                       |               |
| 4 | Geheimnisse     | –             | 23. Mai 2024         | 14. Sep. 2024                         | 0,99 Mio.     |
| Die letzte Enthüllung bewegt den Vorstand von Concordia dazu, alles offenzulegen, um seine guten Absichten zu demonstrieren. Da die Spuren auf Faceless deuten, gibt die Polizei den Mordfall an Interpol ab. Auch innerhalb des Projekts wird er für erledigt erklärt. Einzig die Concordia-Mitarbeiterin Isabelle Larsson gibt nicht auf. Sie entdeckt, dass das Vorstandsmitglied Peter Blom vor zwei Jahrzehnten Psychiater des siebzehnjährigen Amokläufers Jesper war. Wie es scheint, lassen die Geschehnisse um den Amoklauf Peter nicht los, denn er legt sein Amt im Vorstand nieder und begeht kurz darauf Selbstmord. Elodie wird gegen ihren Willen bei Faceless festgehalten. Dort versucht man sie glauben zu machen, die Anwerberin Tessa habe Elodie ihre Gefühle nur vorgespielt.     |                 |               |                      |                                       |               |
| 5 | Auf der Jagd    | –             | 23. Mai 2024         | 14. Sep. 2024                         | 0,63 Mio.     |
| Isabelle nutzt den Avatar eines Onlinespiels von Oliver und entdeckt dort eine Botschaft von ihm, in der er seinen Tod vorausahnt. Er fügt Aufnahmen an, die ein Streitgespräch zwischen Peter und Juliane zeigen; Peter wirft ihr vor, eine Mitschuld zu tragen. In einer Rückblende auf den Amoklauf von Jesper ist zu sehen, dass die junge Isabelle ihn damals erschoss und damit Schlimmeres verhinderte. Juliane erklärt Isabelle, Peter habe vor der Amoktat Jespers Gewaltfantasien angestachelt, um die Notwendigkeit des Projekts Concordia deutlich zu machen und zu fördern. – Es ergeben sich Hinweise, dass Faceless Hanna ermorden will, um das Projekt Kopwitz zu verhindern. – Tessa versucht, Elodie zu zeigen, dass für sie ihre Beziehung mehr ist als nur eine Anwerbung.          |                 |               |                      |                                       |               |
| 6 | Kein Weg zurück | –             | 23. Mai 2024         | 14. Sep. 2024                         | 0,44 Mio.     |
| Isabelle erfährt von ihrem Kontakt bei der Polizei, dass zum Zeitpunkt des Todes von Peter auch Noahs Handy in der Gegend geortet wurde. Sie verlässt daraufhin Concordia für immer. Seiner Mutter gegenüber gibt Noah zu, Peter getötet zu haben. Ebenso offenbart er, den Mord an Oliver in Auftrag gegeben zu haben, der eigentlich bei ihm Schutz gesucht hatte. Noahs Ziel war, Concordia zu retten. Auch seine Mutter verschweigt nun ihr neu erlangtes Wissen um die Täterschaft, auch wenn sie die Taten nicht billigt. Und so wird das Projekt Kopwitz offiziell gestartet. – Elodie versucht erfolglos, aus dem Gebäude von Faceless zu entkommen. Daher soll sie getötet werden, doch Tessa verhilft ihr zur Flucht, wird aber selbst wie die anderen Mitglieder der Organisation verhaftet. |                 |               |                      |                                       |               |

## Rezeption
Tilmann P. Gangloff vergab auf tittelbach.tv 4,5 von 6 Sternen. Neben der ungewöhnlichen Geschichte mit ihren cleveren Cliffhangern sowie dem ausnahmslos vorzüglichen Ensemble beeindrucke die sehenswerte Serie vor allem durch die Bildgestaltung. Wohltuend sei nicht zuletzt die gute Synchronisation.
Eric Leimann meinte auf prisma.de, dass die Folgen im Sinne einer eher herkömmlichen Thriller-Miniserie auf Spannungsbögen getrimmt seien und die Charaktertiefe des Ensembles nicht unbedingt im Vordergrund stehe. Die Serie weise ähnliche Stärken und Schwächen auf wie Der Schwarm: Der Stoff sei spannend und relevant und doch wirke diese ein wenig wie Kunst von der Stange. Neben ihrer guten Grundidee habe die Serie auch Stärken. Concordia sehe nicht nach dystopischer Zukunft aus, sondern wie eine mittelgroße Schweden-Community mit viel Ikea-Gemütlichkeit.
Christian Lukas befand auf quotenmeter.de, dass die Produktion immer wieder Füllmaterial brauche, um die gesamte Zeit zu überbrücken. Der Mordfall gerate dabei immer wieder aus dem Fokus. Trotz der ambitionierten Prämisse und des spannenden Settings bleibe die Serie in vielen Aspekten hinter ihren Möglichkeiten zurück.
Gian-Philip Andreas (2,5 von 5 Sternen) schrieb auf Fernsehserien.de, dass die Serie viel Style und zu wenig Substanz biete. Um Abgründigkeit bemüht, werfe sie hochinteressante Fragen auf, kranke allerdings an mangelnder Spannung und eindimensionalen Figuren.
Reinhard Prahl (4 von 5 Punkten) meinte auf serienjunkies.de, dass die Serie bisweilen etwas zu gemächlich wirke, dem Publikum aber eine gut gemachte und erzählte Geschichte mit interessanten sozialkritischen und philosophischen Überlegungen anbiete. Insgesamt sei die sehenswerte Miniserie gelungen, die Prämisse spannend, die Thrillerelemente geschickt eingewoben und die schauspielerischen Leistungen voll in Ordnung. Lediglich ein wenig mehr Tempo wäre hier und da gut gewesen.
Ernst Corinth von rnd.de lobte die Serie als spannende Unterhaltung mit starkem Ensemble, immer wieder geschickt gesetzten Cliffhangern und einer sehr guten, nie überladenen Bildgestaltung. Gelungen sei auch die Synchronisation. Für die Serie spreche auch, dass auf eine allzu eindeutige Schwarz-Weiß-Malerei verzichtet werde und stattdessen viele Figuren eher ambivalent gezeichnet würden.